# Am Ende des Weges – Eine wahre Lügengeschichte
Am Ende des Weges – Eine wahre Lügengeschichte ist ein international produziertes Filmdrama von Aaron Schneider aus dem Jahr 2009.

## Handlung
Felix Bush ist ein alter verschrobener Einsiedler, der seit 40 Jahren in völliger Abgeschiedenheit in einer Hütte im Wald lebt. Im nahe gelegenen Ort erzählt man sich viele Geschichten über ihn. Felix selbst scheint ein Ereignis aus der Vergangenheit immer noch nicht verarbeitet zu haben, denn er hat Albträume mit einem brennenden Haus und spricht mit einem Bild einer jungen Frau.
In den 1930er Jahren sucht er den örtlichen Priester auf, legt ihm ein dickes Bündel Geldscheine vor und bittet um eine Begräbniszeremonie – allerdings zu Lebzeiten. Sein Ansinnen wird jedoch abgelehnt. Der bankrotte Bestattungsunternehmer Frank Quinn und sein Mitarbeiter Buddy wittern ihre Chance und bieten ihm ihre Dienste an. Felix beauftragt Quinn, eine große Feier zu organisieren, zu der jeder eingeladen ist, der eine Geschichte über ihn zu erzählen hat. Enthusiastisch macht der sich an die Arbeit.
Felix trifft zufällig Mattie Darrow, deren verheiratete Schwester Mary Lee vor über 40 Jahren eine Liebesaffäre mit Felix hatte. Mary Lee starb damals jedoch. Gemeinsam mit Quinn und Buddy durchläuft er in der nächsten Zeit eine Verwandlung, möchte endlich mit seiner Vergangenheit abschließen und Vergebung erhalten. In einer Radiosendung kündigt Felix zudem zu der anberaumten Begräbnisfeier eine Verlosung seines Grund und Bodens an. Jeder, der fünf Dollar für ein Los bezahlt, kann der Gewinner sein. Im Anschluss daran kann sich Quinn vor Säcken voller Briefe mit Geld nicht mehr retten.
Felix lässt sich von Buddy zu einem Priester namens Charlie Jackson fahren, dessen Kirche er vor 40 Jahren gebaut hat. Buddy wird immer klarer, dass Felix ein schreckliches Geheimnis umgeben muss, das jedoch kein Beteiligter enthüllen will. Charlie wird von Felix inständig gebeten, zu seiner Bestattung zu kommen und alles zu erzählen, was dieser kategorisch ablehnt. Doch Quinn überredet Charlie später, der nun zum Tag der Feier tatsächlich anreist.
An besagtem Tag strömen die Menschen in Massen auf Felix’ Grundstück. Der richtet das Wort an die Menge und erzählt seine eigene Geschichte. Als er damals mit Mary Lee das Weite suchen wollte, stellte er fest, dass ihr Ehemann sie mit einem großen Hammer lebensgefährlich verletzt hatte. Er schlug ihn nieder und eilte zu der sterbenden Liebe. Währenddessen warf ihr Mann eine Petroleumlampe gegen die Wand, so dass das Haus in Brand geriet. Nachdem sich Felix über Mary Lee gebeugt hatte, erhielt er einen Schlag auf den Kopf und fiel aus dem Fenster nach draußen, wo er sich dann in Sicherheit brachte. Er fühlt sich bis heute verantwortlich für die gesamte Tat, da er die Affäre mit Mary Lee nie hätte beginnen dürfen. Seitdem bestraft er sich selbst, indem er als Einsiedler lebt. Abschließend bittet er alle Anwesenden um Vergebung.
Die Verlosung seines Besitzes wird durchgeführt. Kurz nach der Veranstaltung stirbt Felix. Er wird in sehr kleinem Kreis beerdigt.

## Kritik
„Ein spannender Film, der dank guter Darsteller und eines klugen Drehbuchs gut unterhält, aber viel an Strahlkraft verliert, wenn das Geheimnis der Hauptfigur enthüllt ist.“

„Verdiente Filmleute des älteren Semesters genießen sorgfältig gezeichnete und nie die Grenze zur Karikatur überschreitende Charakterrollen in dieser knorrigen, doch gut gelaunten und komplex ersonnenen American-Gothic-Hinterwaldtragikomödie, die im übrigen auf einem wahren und medial auch weit beachteten Vorfall basiert. Robert Duvall wirkt mit 80, als könne er junge Bäume ausreißen, Bill Murray stiehlt ihm als Quinn noch die Schau, und Lucas Black (Jarhead) gelingt das Kunststück, in diesem Zusammenhang nicht zu verblassen. Erste Wahl für Filmgourmets.“